# Metiochodes
Metiochodes is een geslacht van rechtvleugeligen uit de familie krekels (Gryllidae). De wetenschappelijke naam van dit geslacht is voor het eerst geldig gepubliceerd in 1932 door Lucien Chopard.

## Soorten
Het geslacht Metiochodes omvat de volgende soorten:
- Metiochodes acutiparamerus Li, He & Liu, 2010
- Metiochodes annulicercis Chopard, 1962
- Metiochodes australicus Chopard, 1951
- Metiochodes denticulatus Liu & Shi, 2011
- Metiochodes flavescens Chopard, 1932 - type sp.
- Metiochodes fulvus Chopard, 1940
- Metiochodes gracilus Ma & Pan, 2019
- Metiochodes greeni Chopard, 1925
- Metiochodes karnyi Chopard, 1930
- Metiochodes minor Li, He & Liu, 2010
- Metiochodes ornatus Chopard, 1969
- Metiochodes platycephalus Chopard, 1940
- Metiochodes sikkimensis Bhowmik, 1968
- Metiochodes striatus Bhowmik, 1970
- Metiochodes thankolomara Otte & Alexander, 1983
- Metiochodes tibeticus Li, He & Liu, 2010
- Metiochodes tindalei Chopard, 1951
- Metiochodes trilineatus Chopard, 1936
- Metiochodes truncatus Li, He & Liu, 2010